# Señorita Pogany
Señorita Pogany (de nombre original en rumano Domnişoara Pogany) es una estatua del artista Constantin Brâncuşi creada en 1913. El nombre de la estatua proviene de la pintora húngara Margit Pogány, a la que conoció en 1911.
Brâncuşi creó cinco versiones de la obra en un período de dos décadas, con el yeso inicial datando de 1912. Después de ello creó versiones en mármol y bronce en los años 1913, 1919, 1931 y 1933. 
La versión de bronce de Señorita Pogany creada en 1913 se encuentra en el Museo de Arte Moderno de Nueva York y otras dos versiones de la obra, una creada en 1912 y la otra en 1931, se exponen en el Museo de Arte de  Filadelfia, en los Estados Unidos....]]].